# الجالاكسيداي
الجالاكسيداي (الاسم العلمي: Galaxiidae) إحدى فصائل السمك الصغير الذي يعيش معظمه في المياه العذبة في نصف الأرض الجنوبي. ويعيش معظم أنواع هذا السمك في أستراليا أو نيوزيلندا، كما أن بعضه يوجد في جنوب أفريقيا وأمريكا الجنوبية وجزيرة لورد هاو وكاليدونيا الجديدة وجزر فوكلاند. ربما تُعد أسماك الجالاكسايا المعروفة (common galaxias) (Galaxias maculatus)، وهي أحد أنواع أسماك الجالاكسيد، أكثر أسماك.المياه العذبة انتشارًا في العالم على نحو طبيعي. حيث تُعد معظم أنواع هذا السمك من أسماك المياه الباردة التي تعيش في مناطق العرضي الجغرافي ذات المناخ المعتدل، بينما يتميَّز أحد أنواعها بوجوده في مواطن شبه استوائية. يعيش العديد من هذه الأسماك في الأنهار والجداول والبحيرات التي تقع على الأراضي المرتفعة ارتفاعًا شاهقًا والباردة.
تقضي بعض أسماك الجالاكسيد فترة حياتها كاملةً في المياه العذبة، في حين يقضي معظمها جزءًا من حياته في مياه البحار. وفي هذه الحالات تُفقَس اليرقات في أحد الأنهار ولكنها تُجرَف مع التيار إلى المحيط وتعود بعدها إلى الأنهار في صورة أحداث لتكمل نموها وتصل إلى مرحلة البلوغ. تختلف هذه الأسماك عن أسماك السلمون التي تعود للمياه العذبة فقط لوضع البيض، حيث تُعرف عملية عودتها للمياه العذبة باسم amphidromous.
تهدد السلمونيات الدخيلة، لاسيما أسماك التروتة بشدةٍ حياة أنواع أسماك الجالاكسيد التي تعيش في المياه العذبة حيث تهاجمها وتتنافس معها على الغذاء. لقد تم وضع بعض السلمونيات الدخيلة على العديد من السواحل (كأستراليا ونيوزيلندا) بتهورٍ دون التفكير في أثر ذلك على الأسماك المحلية أو محاولة بناء مساكن بيئية لهم خالية من السلمونيات. لقد انقرضت العديد من أسماك الجالاكسيد محليًا بسبب ظهور السلمونيات الدخيلة، كما أن وجود هذه السلمونيات يهدد بعض أنواع أسماك الجالاكسيد التي تعيش في المياه العذبة بالانقراض بشكلٍ كلي.

## التنوع التصنيفي
تحتوي فصيلة أسماك الجالاكسيداي على حوالي خمسين نوعًا مقسَّمةً إلى سبعة أجناس.

### الأجناس
- Aplochiton (نوعان)
- Brachygalaxias (نوعان)
- Galaxias (34 نوعًا)
- Galaxiella (ثلاثة أنواع)
- Lovettia (نوع واحد)
- Neochanna (ستة أنواع)
- Paragalaxias (أربعة أنواع)

### الأنواع حسب توزيعها الجغرافي

#### أستراليا
تحيط أسماك Galaxiids بالساحل الجنوبي الشرقي لأستراليا، كما توجد في بعض أجزاء أستراليا الجنوبية الغربية. تتمثل الأنواع التي تنتشر في جميع المناطق في الآتي:
- أسماك galaxias الشائعة أو Jollytail galaxias ، Galaxias maculatus
- أسماك galaxias المرقطة، أسماك التروتة الجبلية المرقطة، أو أسماك المنوة المرقطة، Galaxias truttaceus

البر الرئيسي لجنوب شرق أستراليا
- أسماك galaxias المتسلقة، Galaxias brevipinnis
- أسماك galaxias الجبلية، Galaxias olidus
- أسماك galaxias المسطحة الرأس(أستراليا)، Galaxias rostratus

تتمثل الأنواع المهددة بالانقراض في الآتي:
- أسماك galaxias المقلمة، Galaxias fuscus (فيكتوريا)
- أسماك galaxias القزمية (أستراليا)، Galaxiella pusilla (جنوب أستراليا، فيكتوريا)
- أسماك mudfish تسمانيا، Neochanna cleaveri (ويلسونز برومونتوري (Wilsons Promontory)، فيكتوريا)

أستراليا الغربية
- أسماك galaxias الغربية، Galaxias occidentalis
- أسماك المنوة الطينية  [لغات أخرى]‏، Galaxiella munda
- أسماك المنوة السوداء اللون، Galaxiella nigrostriata

تسمانيا
لقد تم العثور على خمسة عشر نوعًا من أنواع سمك galaxiids في تسمانيا، يتمثل أكثرها انتشارًا في الآتي:
- أسماك galaxias المتسلقة، Galaxias brevipinnis
- أسماك galaxias الشائعة، Galaxias maculatus
- أسماك galaxias المرقطة، Galaxias truttaceus

أما الأنواع المهددة بالانقراض فتشمل الآتي:
- أسماك galaxias المثقلة، Galaxias tanycephalus
- Pedder galaxias, Galaxias pedderensis
- أسماك galaxias سوان، Galaxias fontanus
- أسماك galaxias التي تعيش في المستنقعات، Galaxias parvus
- أسماك galaxias الذهبية، Galaxias auratus
- أسماك galaxias المسطحة الرأس(أستراليا), Galaxiella pusilla
- أسماك galaxias كلارنس، Galaxias johnstoni
- أسماك mudfish تسمانيا، Neochanna cleaveri
- أسماك بحيرة paragalaxias الغربية، Paragalaxias julianus
- أسماك paragalaxias التي تعيش في البحيرة العظمى، Paragalaxias eleotroides
- أسماك paragalaxias ارثرز، Paragalaxias mesotes
- أسماك paragalaxias شانون، Paragalaxias dissimilis

#### نيوزيلندا
لقد تم العثور على اثنين وعشرين نوعًا من أنواع سمك galaxiids في نيوزيلندا. تقضي معظم هذه الأنواع فترة حياتها كاملةً في المياه العذبة. ومع ذلك فإن يرقات خمسة أنواع من جنس أسماك Galaxias تنمو في المحيط حيث تكوِّن جزءًا من العوالق ثم تعود للأنهار والجداول في صورة أحداث (نوع سمك صغير) تنمو وتبقى هناك حتى تصل إلى مرحلة البلوغ. تُعد جميع أنواع أسماك Galaxias التي تم العثور عليها في نيوزيلندا أنواعًا مستوطنةً باستثناء Galaxias brevipinnis (koaro) وGalaxias maculatus (inanga).
- أسماك galaxias ذات الرأس المستديرة، Galaxias anomalus
- Giant kokopu, Galaxias argenteus
- Koaro أو أسماك galaxias قصيرة الزعانف، Galaxias brevipinnis
- أسماك longjawed galaxias التي تعيش بالأراضي المنخفضة، Galaxias cobitinis
- أسماك galaxias المسطَّحة الرأس، Galaxias depressiceps
- أسماك galaxias القزمية  [لغات أخرى]‏، Galaxias divergens
- Eldons galaxias, Galaxias eldoni
- أسماك kokopu الطوقية، Galaxias fasciatus
- أسماك galaxias كونان، Galaxias gollumoides
- أسماك inanga القزمية، Galaxias gracilis
- Bignose galaxias, "Galaxias macronasus"
- Inanga، أسماك galaxias الشائعة أو أسماك jollytail الشائعة، Galaxias maculatus
- أسماك galaxias البينية، Galaxias paucispondylus
- Shortjaw kokopu, Galaxias postvectis
- Longjawed galaxias, Galaxias prognathus
- أسماك galaxias الداكنة، Galaxias pullus
- أسماك galaxias الشائعة التي تعيش في الأنهار or Canterbury galaxias, Galaxias vulgaris
- أسماك mudfish البنية اللون، Neochanna apoda
- أسماك mudfish كانتربري، Neochanna burrowsius
- أسماك mudfish السوداء، Neochanna diversus
- أسماك mudfish نورثلاند، Neochanna heleios
- أسماك mudfish التي تعيش بجزيرة تشاتام، Neochanna rekohua

#### أمريكا الجنوبية
- Puyen، Galaxias maculatus (تشيلي، الأرجنتين)
- Aplochiton marinus / Aplochiton taeniatus (تشيلي / الأرجنتين)
- Brachygalaxias bullocki (تشيلي)
- Brachygalaxias gothei (تشيلي)

#### جنوب إفريقيا
- أسماك galaxias التي تعيش في مقاطعة كيب تاون، Galaxias zebratus (مقاطعة كيب تاون، جنوب إفريقيا)

## الصيد
يتم صيد أحداث سمك galaxiids التي تنمو في المحيط ثم تنتقل إلى الأنهار لتصل إلى مرحلة البلوغ على أنها أحد أنواع السمك الصغير أثناء حركتها ضد التيار، كما أنها غالية الثمن نظرًا لطعمها الشهي. قد يتم صيد أسماك galaxiids البالغة بهدف أكلها ولكنها عادةً ما تكون صغيرة الحجم. ويحظر صيد هذه الأسماك في بعض الأماكن (مثل: نيوزيلندا)، في حين يُسمح بالصيد فقط للقبائل الأصلية.
علاوةً على مهاجمة أسماك التروتة الدخيلة لأسماك galaxiids الأسترالية البالغة تُعاني الأخيرة من إهمال الصيادين لها نظرًا لـ«صغر حجمها» و«عدم تمتعها بصفات أسماك التروتة». هذا على الرغم من حقيقة أن هذه الأنواع العديدة مع صغر حجمها تصل إلى الحجم المناسب الذي يُسهل صيدها ويهيئها لتناول الحشرات الرطبة والجافة، كما أن الصيادين كانوا يتشوقون لصيد أحد هذه الأنواع وهو — أسماك galaxias المرقطة — في أستراليا قبل ظهور أنواع أسماك التروتة الدخيلة. اكتشفت فئة من مؤيدي استخدام الحشرات في صيد السمك مرة أخرى ما يشعر به الصيادون من متعةٍ عند استخدام خيط السنارة الخفيفة للغاية المشتمل على الطعم (الحشرة) في صيد هذا السمك المحلي الأسترالي الرائع [وفقًا لِمَن؟] (وتخليصه).

## وصلات خارجية
- [<a href='http://www.doc.govt.nz/upload/documents/science-and-technical/TSRP55.pdf%22'>http://www.doc.govt.nz/upload/documents/science-and-technical/TSRP55.pdf</a> "New Zealand large galaxiid recovery plan, 2003-13: shortjaw kokopu, giant kokopu, banded kokopu, and koaro (Threatened Species Recovery Plan 55)"]. Department of Conservation, Wellington, New Zealand. 2004. اطلع عليه بتاريخ 2007-09-05. {{استشهاد ويب}}: تحقق من قيمة |مسار= (مساعدة)
- [<a href='http://www.doc.govt.nz/upload/documents/science-and-technical/TSRP53.pdf%22'>http://www.doc.govt.nz/upload/documents/science-and-technical/TSRP53.pdf</a> "New Zealand non-migratory galaxiid fishes recovery plan (Threatened Species Recovery Plan 53)"]. Department of Conservation, Wellington, New Zealand. 2004. اطلع عليه بتاريخ 2007-09-19. {{استشهاد ويب}}: تحقق من قيمة |مسار= (مساعدة)
- [<a href='http://www.terranature.org/fishNativeGalaxias.htm%22'>http://www.terranature.org/fishNativeGalaxias.htm</a> "New Zealand ecology - native freshwater galaxiid fish (webpage)"]. TerraNature, Auckland, New Zealand. 2010. {{استشهاد ويب}}: تحقق من قيمة |مسار= (مساعدة)